# هوهنروت
هوهنروت (به آلمانی: Hohenroth) یک شهر در آلمان است که در رن-گرابفلد واقع شده‌است. هوهنروت ۳٬۶۳۸ نفر جمعیت دارد.